# Lyoto Machida
Lyoto Carvalho Machida (Salvador, Brasil, 30 de maig de 1978) és un lluitador d'arts marcials mixtes (MMA) amb ascendència japonesa-brasilera, que baralla actualment en la categoria de pes semipesat de la UFC. Machida és considerat un dels millors lluitadors en la categoria de pes semipesat del món. Practica karate shotokan, jujutsu brasiler i sumo.
Machida és fill del japonès expert de karate shotokan Yoshizo Machida (町 田 嘉 三). Gran lluitador d'UFC i ex campió de pes semipesat, té victòries destacables sobre Stephan Bonnar, Thiago Silva, l'excampió de pes semipesat de la UFC Tito Ortiz, l'excampió de pes mitjà de la UFC Rich Franklin, BJ Penn, i l'ex campió de pes semipesat Rashad Evans. Machida utilitza les seves habilitats de karate per implementar la seva postura poc ortodoxa i una estratègia impredictible. El 23 de maig de 2009, Machida va guanyar el campionat de pes semipesat, en derrotar a qui era també invicte Rashad Evans per knockout a la 2a ronda. Posteriorment, el 8 de maig 8, 2010, Machida perdria aquest títol UFC, en ser noquejat en el primer round per Mauricio "Shogun" Rua.